# José Ángel Ziganda Lakuntza
José Ángel "Cuco" Ziganda Lakuntza (nascut a Larraintzar, Ultzama, Navarra, l'1 d'octubre de 1966), és un exjugador de futbol i entrenador navarrès.

## Jugador
En la seva carrera futbolística com a jugador, va romandre set anys en Osasuna i altres set en l'Athletic Club, club que el va fitxar després de pagar una clàusula de rescissió de 150 milions de pessetes a Osasuna. Té 111 gols en el seu haver en la Primera divisió espanyola, 19 en Segona, 9 en la Copa de la UEFA i 6 en la Copa del Rei. Es comptabilitzen en la seva història 145 gols.
Va jugar 1 partit internacional, en un amistós contra Romania (Espanya 0 - Romania 2) el 1991, suplint a Emilio Butragueño en els últims quatre minuts.

### Trajectòria com a jugador
- Osasuna Promesas (1985-1987)
- Club Atlètic Osasuna (1987-1991)
- Athletic Club (1991-1998)
- Club Atlètic Osasuna (1998-2001)

## Trajectòria com a entrenador
Com a entrenador, va fer campió d'Espanya a Osasuna en categories juvenils internacionals, va entrenar l'Osasuna Promeses durant la temporada 05-06 en Segona Divisió B i va prendre el relleu de Javier Aguirre el 22 de maig de 2006 per a la temporada 06-07 al comandament del primer equip, juntament amb el seu ajudant Jon Andoni Goikoetxea, en una forta aposta per part de la directiva osasunista, ja que no tenia experiència com a entrenador en la primera divisió.
La temporada 2006/2007 no va començar amb bon peu per a l'equip, a causa de la seva eliminació de la Lliga de Campions de la UEFA i a una sèrie de derrotes en la lliga i es va plantejar la seva destitució, però quatre victòries consecutives i l'ascens de cinc places en la classificació lliguera van estabilitzar la situació, continuant amb un bon paper en la Copa del Rei i una històrica classificació per a semifinals de la Copa UEFA, que va perdre contra el Sevilla FC.
El 13 d'octubre de 2008 Cuco és destituït com a entrenador d'Osasuna, a causa de no haver assolit ni una sola victòria aquella temporada. El substituïx en el càrrec l'exseleccionador espanyol José Antonio Camacho.
El 24 de maig de 2017, es va confirmar que Ziganda succeïria Ernesto Valverde com a tècnic de l'Athletic Club, amb un contracte inicial de dos anys